# Xstrata
Xstrata este un concern minier internațional cu sediul în Elveția, ce este listat pe London Stock Exchange.
Plecând de la o mică firmă producătoare de oțel, cu sediul în Elveția, cunoscută sub numele de Sudelektra Holding AG la sfârșitul anilor 1990, Xstrata s-a dezvoltat rapid prin intermediul achizițiilor și fuziunilor, devenind un concurent puternic în sectorul mondial de minerit.

## Istoric
Compania a fost înființată în 1926 în Elveția ca Südelektra, o întreprindere privind infrastructura și energia electrică care operează în America Latină. În 1990, Marc Rich + Co AG a devenit acționar majoritar. În anii '90 s-a diversificat în minerit și a renunțat la afacerile sale non-core.
A fost listată pentru prima dată pe Bursa de Valori din Londra în 2002, moment în care a achiziționat activele Glencore în Australia și Africa de Sud. În 2003, s-a dublat în mărime cu preluarea de 2.9 miliarde USD a minereurilor australiene de cupru, zinc și minereuri de plumb, MIM Holdings. Cu toate acestea, a eșuat într-o ofertă din 2005 pentru un alt miner australian, Resurse WMC, care a fost capturat de BHP Billiton, cea mai mare companie minieră din lume.